# Фельбург
Фельбург (нім. Velburg) — місто в Німеччині, розташоване в землі Баварія. Підпорядковується адміністративному округу Верхній Пфальц. Входить до складу району Ноймаркт.
Площа — 175,65 км2. Населення становить 5350 ос. (станом на 31 грудня 2020).